# 露西·莫德·蒙哥馬利
露西·莫德·蒙哥馬利，OBE（1874年11月30日—1942年4月24日，通常寫作L. M. Montgomery，而朋友則暱稱她為Maud）是一位加拿大作家，最著名的作品是
由《清秀佳人》為起點、一系列以安妮·雪莉為主角的小說。

## 生平
露西·莫德·蒙哥馬利於1874年11月30日在加拿大愛德華王子島的克里夫頓（現在的新倫敦）出生，她的母親克拉拉·伍爾納·麥克內爾·蒙哥馬利（Clara Woolner Macneill Montgomery）於蒙哥馬利僅21個月大時因結核病去世。而她的父親休·約翰·蒙哥馬利（Hugh John Montgomery）在妻子過世後，離開了愛德華王子島，最後定居於加拿大的西部地區。蒙哥馬利搬到一個靠近[Cavendish]的社區與外祖父母亞歷山大·麥克內爾（Alexander Marquis Macneill）與露西·伍爾納·麥克內爾（Lucy Woolner Macneill）一起生活，而他們則是用嚴厲與無情的方式來教養蒙哥馬利。
在1890年，蒙哥馬利被送到薩克其萬的艾伯特親王城與父親、繼母一起生活。然而在一年後，蒙哥馬利就返回了位於愛德華王子島外祖父母的家，再度與他們一起生活。

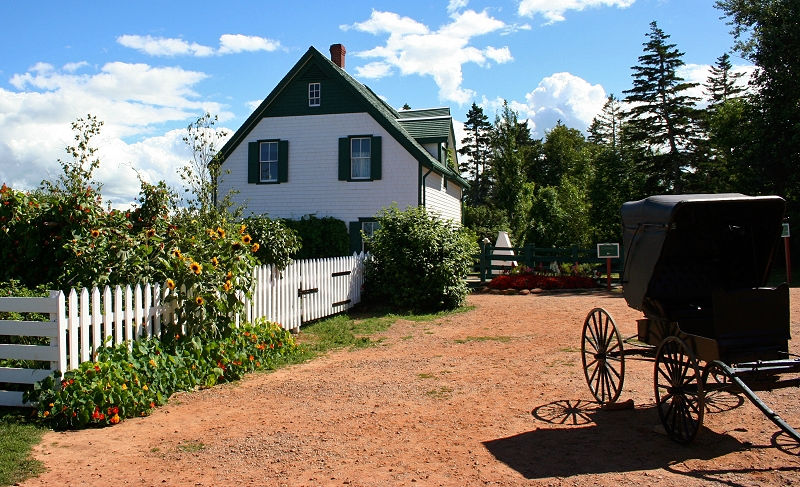
綠色屋頂之家

1893年，蒙哥馬利在卡文迪什完成了學業後，她花費了僅一年的時間在夏洛特敦威爾斯親王大學完成了一個預計需要2年才能完成的課程，而且獲得了教師職照。在1895年與1896年間，蒙哥馬利在新斯科細亞哈利法克斯市的戴爾豪斯大學研習文學。
在幾個愛德華王子島上的學校擔任教職之後，蒙哥馬利於1898年回到外祖父母位於卡文迪什的家，不過當時她的外祖父已經去世了。1901年與1902年間，蒙哥馬利在哈利法克斯的先鋒報（Chronicle）與回聲報（Echo）工作了一段時間。在1902年，她為了照顧外祖母，所以再度回到卡文迪什。在這段時間蒙哥馬利開始寫下第一本著作。1908年，蒙哥馬利第一本小說（也就是《清秀佳人》）出版了。在1911年7月5日，也就在蒙哥馬利的外祖母去世不久之後，蒙哥馬利與長老會的牧師伊旺·麥唐納（Ewan Macdonald）結婚。因為麥唐納任職於安大略利斯克代爾（Leaskdale，位於現在的歐克斯橋地區內）的聖保羅長老會教堂，所以他們舉家遷移到安大略。
蒙哥馬利總共有三個兒子：卻斯特·卡麥隆·麥唐納（Chester Cameron Macdonald，1912年－1964年）、史都華·麥唐納（(Ewan) Stuart Macdonald，1915年－1982年）與休·亞歷山大（Hugh Alexander，1914年夭折）。次子休·亞歷山大於出生後不久即夭折，這件事也可能成為蒙哥馬利描寫安妮的第一個孩子死亡（在《安妮的夢幻小屋》的劇情中）的靈感。 
蒙哥馬利在利斯克代爾的牧師住宅中創作了接下來的11本著作。這棟牧師住宅後來被賣給教會，而現在則成為蒙哥馬利博物館（Lucy Maud Montgomery Leaskdale Manse Museum）。在1926年，蒙哥馬利全家搬到了位於現在安大略荷頓山地區的住所（現在是蒙哥馬利紀念花園，可以從7號公路看到這個花園）。
蒙哥馬利於1942年4月24日去世，當時對外宣稱的死因為冠狀動脈血栓症，喪禮於長老會教堂舉行，在綠色屋頂之家守夜之後，蒙哥馬利被葬於卡文迪什社區公墓。
但在2014年，蒙哥馬利的孫女凱特·麥唐納·巴特勒（Kate Macdonald Butler），公開透露了蒙哥馬利的真正死因其實為自殺。由於丈夫伊旺長期罹患憂鬱症，蒙哥馬利在長期看護與無法與他人商量抒發之下累積了龐大壓力，加上她與出版社之間為了《清秀佳人》版權打起官司、還有長子卻斯特的品行不端，與擔心次子史都華可能被徵召為軍醫上前線，及世界恐慌、二次大戰的戰況惡化等種種因素，導致她自己也罹患了憂鬱症，最後因服用安眠藥過量自殺身亡。
包括未出版作品在內，蒙哥馬利一生的著作總共超過500部，她的主要著作被收藏在安大略的圭爾夫大學。從1980年代開始，蒙哥馬利全部的日記皆由牛津大學出版社出版。

## 著作

### 小說

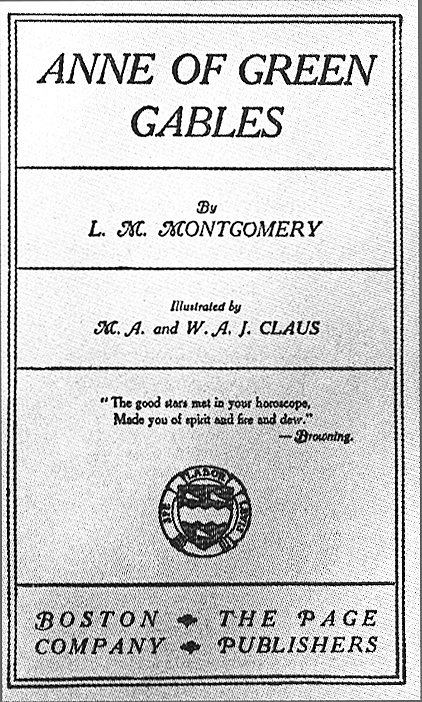
1908年出版的《清秀佳人》的第一頁

- 1908年：《清秀佳人》（Anne of Green Gables）
- 1909年：《安妮的少女情懷》（Anne of Avonlea）
- 1910年：《果樹園小夜曲》（Kilmeny of the Orchard）
- 1911年：《說故事的女孩》（The Story Girl）
- 1913年：《黃金之路》（The Golden Road）
- 1915年：《安妮的戀曲》（Anne of the Island）
- 1917年：《安妮的夢幻小屋》（Anne's House of Dreams）
- 1919年：《彩虹谷的安妮》（Rainbow Valley）
- 1921年：《安妮的女兒：芭莎》（Rilla of Ingleside）
- 1923年：《新月莊的艾蜜莉》（Emily of New Moon）
- 1925年：《艾蜜莉的青春》（Emily Climbs）
- 1926年：《藍色城堡》（The Blue Castle）
- 1927年：《艾蜜莉的幸福》（Emily's Quest）
- 1929年：《瑪麗哥爾德的魔術》（Magic for Marigold）
- 1931年：《糾纏的命運》（A Tangled Web）
- 1932年：《銀色森林的芭特》（Pat of Silver Bush）
- 1935年：《芭特姑娘》（Mistress Pat）
- 1936年：《安妮的幸福》（Anne of Windy Poplars）
- 1937年：《山丘之家的珍》（Jane of Lantern Hill）
- 1939年：《安妮的甜蜜家庭》（Anne of Ingleside）

### 短篇故事集
- 1912年：《安妮的友情》（Chronicles of Avonlea）
- 1920年：《安妮的阿龐利記趣》（Further Chronicles of Avonlea）
- 1974年：《永恆的安妮·雪莉》（The Road to Yesterday）
- 1979年：《The Doctor's Sweetheart》
- 1988年：《安妮！與我同行》（Akin to Anne: Tales of Other Orphans）
- 1989年：《海濱戀曲》（Along the Shore: Tales by the Sea）
- 1990年：《Among the Shadows: Tales from the Darker Side》
- 1991年：《After Many Days: Tales of Time Passed》
- 1993年：《Against the Odds: Tales of Achievement》
- 1994年：《At the Altar: Matrimonial Tales》
- 1995年：《Across the Miles: Tales of Correspondence》
- 1995年：《安妮的聖誕節》（Christmas with Anne and Other Holiday Stories）

### 非小說
- 1934年：《Courageous Women》

### 詩集
- 1887年：《蒙哥馬利詩集》（The Poetry of Lucy Maud Montgomery）
- 1916年：《夜巡警衛》（The Watchman & Other Poems）

### 自傳
- 1917年：《險峻的道路》（The Alpine Path: The Story of My Career）
- 1889年－1942年：《蒙哥馬利日記選集》（The Selected Journals of L.M. Montgomery）

## 附註
1. ↑  《モンゴメリ書簡集〈1〉G.B.マクミランへの手紙》 宮武潤三、宮武順子譯　篠崎書林　1992年  P. 172
2. ↑  Mary Rubio, Elizabeth Waterston, Selected Journals of L.M. Montgomery Volume V: 1935-1942, Oxford University Press, 2005, P. 399
3. ↑  《アンのクリスマス》  片岡忍譯  暮しの手帖社 1996年   P. 208

## 外部連結
- （英文）蒙哥馬利的作品  - 古騰堡計劃
- （英文）圭爾夫大學有關蒙哥馬利的資料
- （英文）CBC有關蒙哥馬利的資料 （页面存档备份，存于）
- （英文）有關蒙哥馬利的作品與簡介
- （英文）蒙哥馬利會館 （页面存档备份，存于）
- （英文）有關蒙哥馬利的資料
- （英文）有關安妮的FAQ
- （英文）蒙哥馬利的詩作 （页面存档备份，存于）
- （英文）清秀佳人影集網站
- （英文）蒙哥馬利博物館官方網站
- （英文）蒙哥馬利在安大略作家生涯的簡介
- （英文）蒙哥馬利在名人資料庫（NNDB）
- （西班牙文）有關蒙哥馬利的介紹